# Mistrzostwa Europy w Saneczkarstwie 1992
33. Mistrzostwa Europy w saneczkarstwie 1992 odbyły się w niemieckim Winterbergu. W tym mieście mistrzostwa odbyły się już drugi raz (wcześniej w 1982). Rozegrane zostały cztery  konkurencje: jedynki kobiet, jedynki mężczyzn, dwójki mężczyzn oraz zawody drużynowe. W tabeli medalowej najlepsze były Niemcy, które po raz pierwszy od 1939 wystartowały jaka jedna reprezentacja (po zjednoczeniu NRD i RFN).

## Wyniki

### Jedynki kobiet
| Medal | Zawodniczka     | Narodowość | Czas | Strata |
| ----- | --------------- | ---------- | ---- | ------ |
|       | Susi Erdmann    | Niemcy     |      |        |
|       | Sylke Otto      | Niemcy     |      |        |
|       | Angelika Neuner | Austria    |      |        |

### Jedynki mężczyzn
| Medal | Zawodnik      | Narodowość | Czas | Strata |
| ----- | ------------- | ---------- | ---- | ------ |
|       | René Friedl   | Niemcy     |      |        |
|       | Norbert Huber | Włochy     |      |        |
|       | Georg Hackl   | Niemcy     |      |        |

### Dwójki mężczyzn
| Medal | Zawodnicy                    | Narodowość | Czas | Strata |
| ----- | ---------------------------- | ---------- | ---- | ------ |
|       | Hansjörg Raffl/Norbert Huber | Włochy     |      |        |
|       | Kurt Brugger/Wilfried Huber  | Włochy     |      |        |
|       | Stefan Krausse/Jan Behrendt  | Niemcy     |      |        |

### Drużynowe
| Medal | Zawodnicy                                                                                           | Narodowość | Punkty | Strata |
| ----- | --------------------------------------------------------------------------------------------------- | ---------- | ------ | ------ |
|       | Georg Hackl/René Friedl/Susi Erdmann/Sylke Otto/Yves Mankel/Thomas Rudolph                          | Niemcy     |        |        |
|       | Markus Prock/Robert Manzenreiter/Angelika Neuner/Andrea Tagwerker/Gerhard Gleirscher/Markus Schmidt | Austria    |        |        |
|       | Norbert Huber/Oswald Haselrieder/Natalie Obkircher/Anja Plaikner/Hansjörg Raffl                     | Włochy     |        |        |

## Klasyfikacja medalowa
| Miejsce | Państwo |   |   |   | Razem |
| ------- | ------- | - | - | - | ----- |
| 1.      | Niemcy  | 3 | 1 | 2 | 6     |
| 2.      | Włochy  | 1 | 2 | 1 | 4     |
| 3.      | Austria | 0 | 1 | 1 | 2     |